# 裴豔
裴豔（1923年10月1日—2021年10月24日），也曾被翻譯作斐艷，越南共和國外交家、報業家，曾任越南共和國駐美國大使。

## 生平

### 早年經歷
1923年10月1日，裴豔出生於越南北方的河南省府里市社。裴豔的父親裴杞是越南近代儒學家和教育家，曾考中阮朝科舉的副榜，1945年八月革命後支持越南民主共和國，1960年在河內去世。姑姑是原越南帝國首相、歷史學家陳仲金的妻子。

### 政治活動
1944年，裴豔加入了大越國民黨。

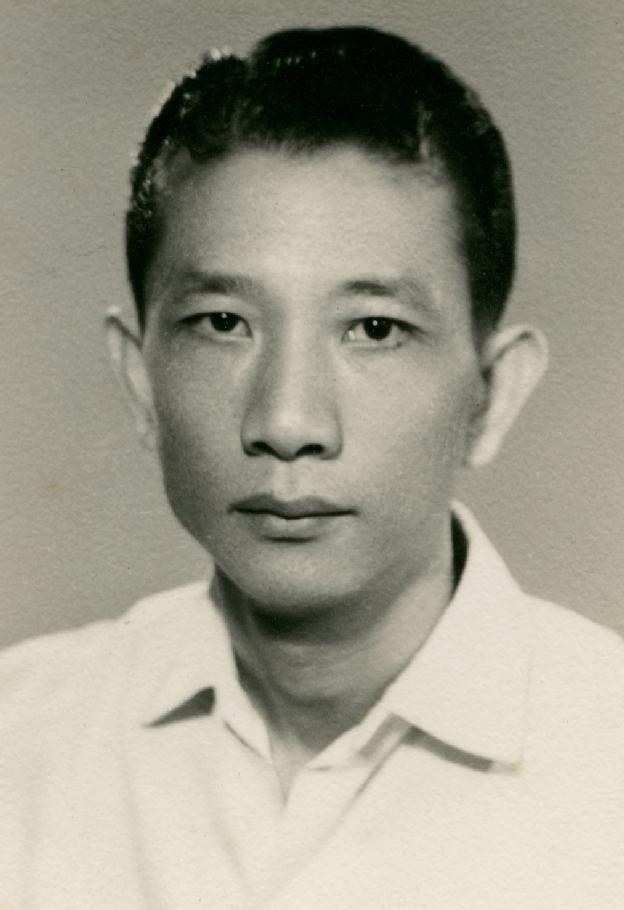
1940年時的裴豔

1954年至1963年間，裴豔爲越南的第一份英語報紙《越南時報》（Vietnam Post）服務。在吳廷琰政權垮臺後，他創辦了一份越南英語報紙《西貢郵報》（The Saigon Post）。他還擔任過管理過新越電影公司（Hãng Phim Tân Việt）的經理。
在潘輝括擔任越南共和國總理期間，裴豔在1965年擔任總理府部長。1965年至1967年間，在中央憲法委員會的內閣擔任外交委員。
越南第二共和國時期，裴豔被任命爲了越南共和國駐美國華盛頓特區大使，接替武文泰大使。裴於1967年1月18日到任，次日遞交國書，並於1972年6月12日離任。後來他擔任無任所大使，直到1975年4月。

### 流亡
1975年越南共和國滅亡前，裴豔曾被阮文紹總統派往美國爭取7億美元的軍事援助。同時，他將自己的妻子和兒女轉移到了國外。4月17日，他回到西貢，並在西貢被北越和越共軍隊佔領前與自己的母親和妹妹離開了越南。
裴豔定居於美國馬里蘭州的羅克維爾。在美國他創作了英文政治回憶錄《在歷史的鉗中》，後來該書也被翻譯爲了越南語。他的第二本書是2004年出版的《越南經濟及其向開放市場體系的轉變》。他也是伍德羅·威爾遜國際學者中心和美國企業研究院的學者，還是喬治梅森大學的研究教授。
在美國，裴豔曾擔任大越革命黨中央執行委員會主席。
2021年10月24日凌晨3時，裴豔在美國馬里蘭州羅克維爾逝世，享耆壽98歲。

## 個人生活
裴豔會說流利的英語，與妻子武氏金玉（Vũ thị Kim Ngọc）育有兩個女兒和一個兒子：裴玉流（Bùi Ngọc Lưu）、裴玉交（Bùi Ngọc Giao）和裴欣（Bùi Hân）。

## 著作
- 《在歷史的鉗中》（In the Jaws of History，越南語：Gọng Kìm Lịch Sử），與大衛·沙諾夫（英语：David Chanoff）合作，1987年[22][23]
- 《越南經濟及其向開放市場體系的轉變》（The Vietnamese Economy and Its Transformation to an Open Market System）[10]

## 外部連結
- Interview with Bui Diem （页面存档备份，存于）

| 外交職務      | 外交職務                                      | 外交職務      |
| ------------- | --------------------------------------------- | ------------- |
| 前任： 武文泰 | 第4任越南共和國駐美國大使 1967年1月—1972年6月 | 繼任： 陳金鳳 |